# John Westin (ishockeyspelare)
John Westin, född 19 maj 1992 i Kramfors, Ångermanland, är en svensk professionell ishockeyspelare som spelar för Timrå IK i Hockeyallsvenskan. Han är yngre bror till ishockeyspelaren Jens Westin.